# فرودگاه اگیلستادیر
فرودگاه اگیلستادیر (به انگلیسی: Egilsstaðir Airport) (به زبان بومی: Egilsstaðaflugvöllur) یک فرودگاه همگانی مسافربری با کد یاتا EGS است که یک باند فرود آسفالت دارد و طول باند آن ۲۰۰۰ متر است. این فرودگاه در کشور ایسلند قرار دارد و در ارتفاع ۲۳ متری از سطح دریا واقع شده است.

## شرکت‌های هواپیمایی و مقصدهای پروازی
| شرکت‌های هواپیمایی   | مقصدهای پروازی      |
| ------------------- | ------------------- |
| Air Iceland Connect | ریکیاویک            |
| Discover the World  | چارتر فصلی: گاتویک  |
| پریمرا ایر          | چارتر فصلی: ادینبرو |